# Terry David Mulligan
Terry David Mulligan (* 30. Juni 1942 in New Westminster, Kanada) ist ein kanadischer Schauspieler und Moderator.

## Leben
Terry David Mulligan war von 1960 bis 1964 Offizier bei der Royal Canadian Mounted Police. Anschließend arbeitete er 20 Jahre lang als Radiomoderator, bevor er Fernsehmoderator bei CBC Television, um die Musiksendung Good Rockin' Tonite zu präsentieren. Diese verließ er wiederum 1985, um zum kanadischen Musiksender MuchMusic zu wechseln, wo er ebenfalls als Moderator und Produzent arbeitete. Parallel dazu moderierte er auch Fernsehsendungen für CityTV, Canadian TV und Star! und vereinzelt auch wiederum im Radio bei CKUA Radio Network und CKFR.
Seit Mitte der 1970er Jahre trat Mulligan vereinzelt in Filmen wie Trauschein in den Tod und Bewegliche Ziele sind schwerer zu treffen als Filmschauspieler in kleineren Rollen auf. Ab Ende der 1980er Jahre etablierte er sich als Schauspieler mit Nebenrollen in Fernseh- und Kinofilmen wie Kuck mal, wer da jetzt spricht, Dich kriegen wir auch noch! und Polar Storm. Er spielte auch in Fernsehserien wie 21 Jump Street – Tatort Klassenzimmer und Outer Limits – Die unbekannte Dimension mit.
Mulligan ist seit 1977 verheiratet und hat vier Kinder sowie drei Enkel. Seine Kinder traten vereinzelt in den von ihn moderierten Shows auf. Gemeinsam mit Glen Schaefer veröffentlichte er im Jahr 2001 mit Mulligan's Stew, My Life … So Far seine Autobiografie.

## Filmografie (Auswahl)
- 1972–1989: Strandpiraten (The Beachcombers, Fernsehserie, 4 Folgen)
- 1974: Trauschein in den Tod (Christina)
- 1976: Bewegliche Ziele sind schwerer zu treffen (The Supreme Kid)
- 1983: Fluch der Leidenschaft (The Haunting Passion)
- 1983: Jane Doe findet ihren Mörder (Jane Doe)
- 1986: Der Knabe, der fliegen konnte (The Boy Who Could Fly)
- 1987: Dark Nights – Der Tod kommt nachts (A Stranger Waits)
- 1987–1989: 21 Jump Street – Tatort Klassenzimmer (21 Jump Street, Fernsehserie, 5 Folgen)
- 1987–1989: MacGyver (Fernsehserie, 2 Folgen)
- 1988: Angeklagt (The Accused)
- 1988: Verraten (Betrayed)
- 1991: Kuck mal, wer da jetzt spricht (Look Who’s Talking Now)
- 1991: Mystery Date – Eine geheimnisvolle Verabredung (Mystery Date)
- 1992–1995: Der Polizeichef (The Commish, Fernsehserie, 3 Folgen)
- 1993: Erdbeben in der Bucht von San Francisco (Miracle on Interstate 880)
- 1994: Das Kind einer anderen (Someone Else’s Child)
- 1996: Terror an der Schule (Stand Against Fear)
- 1996: Verschleppt – Laß meinen Sohn nicht sterben! (Have You Seen My Son)
- 1996: Wer hat meine Tochter ermordet? (Justice for Annie: A Moment of Truth Movie)
- 1997: Stargate – Kommando SG-1 (Stargate SG-1, Fernsehserie, 1 Folge)
- 1997–1999: Millennium – Fürchte deinen Nächsten wie Dich selbst (Millennium, Fernsehserie, 2 Folgen)
- 1997–2001: Outer Limits – Die unbekannte Dimension (The Outer Limits, Fernsehserie, 2 Folgen)
- 1998: Agent Nick Fury – Einsatz in Berlin (Nick Fury: Agent of S.H.I.E.L.D.)
- 1998: Dich kriegen wir auch noch! (Disturbing Behavior)
- 1998: Kopfgeld für mich (Dirty Little Secret)
- 1999: Mikes galaktisches Abenteuer (Can of Worms)
- 1999: Unantastbar – Unsere ehrwürdigen Söhne (Our Guys: Outrage at Glen Ridge)
- 2000: Das Geheimnis des Mr Rice (Mr. Rice’s Secret)
- 2000: Survivor – Die Überlebende (Sole Survivor)
- 2005–2007: Robson Arms (Fernsehserie, 2 Folgen)
- 2006: Alles was du dir zu Weihnachten wünschst (All She Wants for Christmas, Fernsehfilm)
- 2009: Polar Storm